# الخزينة العامة للبلاد التونسية
الخزينة العامة للبلاد التونسية هي إحدى المصالح التابعة لوزارة المالية التونسية ويوجد مقرها بشارع الحبيب ثامر.

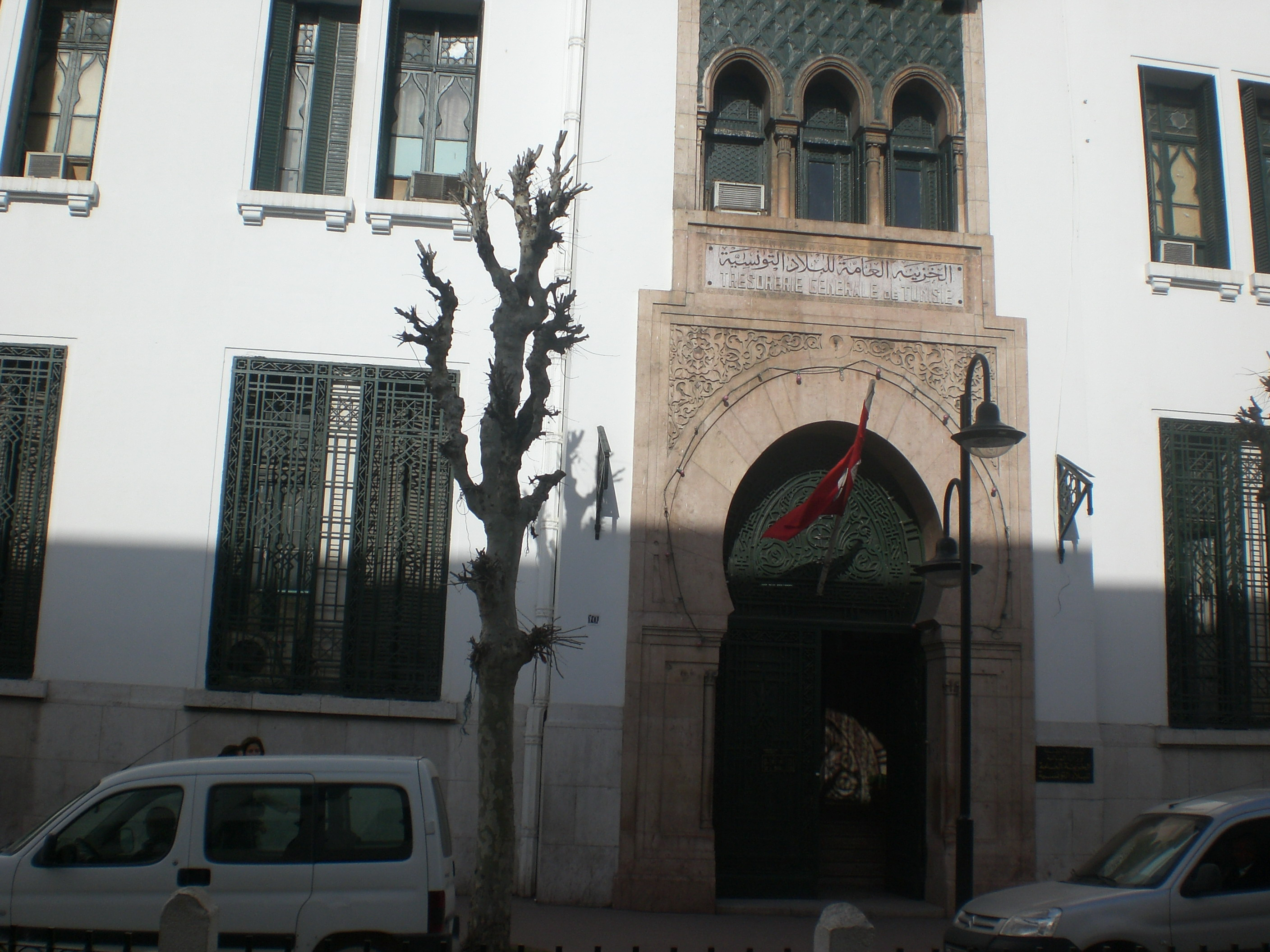
مقر الخزينة

يتولى أمين المال العام كل ما يعهد اليه حسب التشريع والتراتيب الجارية من إجراء مراقبات أو قبض أو جباية أموال عمومية أو القيام بغيرها من العمليات.
ويقوم بمهمة محاسب مختص لمصاريف الدولة المتعهد بها والمأذون بدفعها على صناديق الخزينة ويقوم أيضا بكافة العمليات الخارجة عن الميزانية ويتولى إدارة الأموال المحفوظة لديه ويقوم بكافة العمليات الرامية إلى تصفية حساب الخزينة مع مثيلاتها الأجنبية.
ويقوم أيضا بمهمة محاسب الدين العمومي.